# Idy (Priesterin)
Idy war eine altägyptische Priesterin, die um 1880 v. Chr. in Assiut in Mittelägypten lebte.

## Leben und Familie
Als Tochter des Nomarchen Djefai-Hapi I. gehörte sie zur höchsten gesellschaftlichen Schicht in Assiut. Ihr Vater bekleidete das Amt des Vorstehers der Priester der Tempel von Upuaut und Anubis und wurde nach seinem Tod vergöttlicht.
Idy hatte zwei Brüder, die beide den Namen Djefai-Hapi trugen. Ihre Großmutter väterlicherseits trug ebenfalls den Namen Idy. Djefai-Hapi I. war zweimal verheiratet, mit Frauen namens Sennuy und Wepay, wobei nicht eindeutig ist, welche von ihnen Idys Mutter war.
Sie trug den Titel „Herrin des Hauses“ und diente als Priesterin der Göttin Hathor. Analysen ihrer sterblichen Überreste legen nahe, dass Idy etwa 40 Jahre alt wurde und an einem Fußleiden litt.

## Grabkammer
Idys Grabkammer wurde im Jahr 2024 von einem internationalen Forscherteam unter der Leitung von Professor Jochem Kahl von der Freien Universität Berlin entdeckt. Die Kammer befand sich in einem etwa 14 Meter tiefen Schacht innerhalb des monumentalen Grabes ihres Vaters in der Nekropole von Assiut.
Trotz antiker Plünderung blieben viele Grabbeigaben unversehrt. Zu den bedeutendsten Funden gehören zwei ineinander geschachtelte, kunstvoll dekorierte Holzsärge mit einer Länge von 2,62 m und 2,03 m. Weitere Beigaben umfassten Statuen, einen Dolch, Herrschaftsinsignien, Nahrungsbeigaben in Gefäßen, Kanopen und Reste von Idys Gewand. Die Qualität der Särge und ihrer Dekoration knüpft an die herausragende Qualität der Texte und Bilder im Grab ihres Vaters an.